# Euforia (album)
Pour les articles homonymes, voir Euforia.
Albums de Madredeus
Movimento
(2002) Um amor infinito
(2004)
Euforia est un album en public du groupe portugais Madredeus réalisé en collaboration avec l'Orchestre de la radio flamande dirigé par Bjarte Engeset et sorti en 2002 au Portugal. 

## Titres de l'album
Disque 1
1. Os dias são a noite
2. Oxalá
3. O labirinto parado
4. Anseio (fuga apressada)
5. Afinal: a minha canção
6. Ecos na catedral
7. Não muito distante
8. O plhar
9. A lira: solidão no oceano
10. Palpitação

Disque 2
1. Ergue-te ao sol
2. O pomar das laranjeiras
3. A tempestade
4. Um raio de luz ardente
5. A capa negra (mano a mano)
6. A vida boa
7. Graça : a última ciência
8. O segredo do futuro
9. A quimera
10. Tarde, por favor
11. Vozes no mar
12. Vem, (além de toda a solidão)
13. Alfama
14. Os foliões
15. Haja o que houver